# Гортиния
Гортини́я (греч. Δήμος Γορτυνίας) — община (дим) в Греции, в центральной части полуострова Пелопоннеса. Входит в периферийную единицу Аркадию в периферии Пелопоннес. Население 10 109 жителей по переписи 2011 года. Площадь 1050,882 квадратного километра. Плотность 9,62 человека на квадратный километр. Административный центр — Димицана. Димархом на местных выборах 2014 года избран Иоанис Янопулос (Ιωάννης Γιαννόπουλος).
Создана в 2011 году по программе «Калликратис» при слиянии упразднённых общин Витина, Димицана, Ирея, Клитор, Кондовазена, Лангадия, Триколони и Тропея.
Совпадает с епархией Гортинией по административному делению 1833 года.

## Административное деление

Административное деление общины:
1 — Димицана
2 — по часовой стрелке: Ирея, Тропея, Кондовазена, Клитор, Витина, Триколони и Лангадия (в центре)

Община (дим) Гортиния делится на 8 общинных единиц.